# Avanti Lebbeke
Avanti Lebbeke was een Belgische handbalvereniging uit Lebbeke.

## Geschiedenis
In 1959 werd in tafeltennisclub Elita Lebbeke opgericht. Enkele jaren later werd dit een handbalclub. In 1966 fusioneerde Elita Lebbeke met Vamaro Lebbeke en gingen verder onder de naam Elita Lebbeke. In 1969 veranderde Elita Lebbeke zijn naam in Handbalclub Avanti Lebbeke. De club trok enkele Tunesische handballers aan en speelde bij gebrek aan een Lebbeekse sporthal in Grembergen. Ze behaalden in het seizoen 1969-1970 een achtste plaats in eerste nationale.
Het jaar nadien verhuisde de club naar de sporthal van Temse. In het seizoen 1971-1872 werden ze zowel landskampioen als bekerwinnaar. Het jaar nadien speelde ze Europese Beker voor landskampioenen. Ze werden uitgeschakeld door Mai Moskou. Dat seizoen konden ze de landstitel verlengen. De bekerfinale werd nipt verloren tegen Sasja. Ook het volgend seizoen speelden ze in de Europese Beker voor landskampioenen en werden onmiddellijk uitgeschakeld, ditmaal door Sporting Lissabon.
In het seizoen 1978-1979 kon Avanti Lebbeke de Beker van België winnen door in de finale Klub Mechelen te verslaan met 23-20. Ook in het seizoen 1984-1985 wist de club onder de sponsornaam Boule d'Or Lebbeke voor de derde keer de beker te winnen. In Ieper versloeg men Beyne met duidelijke 30-13.
Na het seizoen 1985-1986 waar de club nog een vierde plaats behaalde, verhuisde de club naar Buggenhout, waar het het volgend seizoen speelde onder de naam Avanti Buggenhout. In 1989 besloot de club op te houden. Verder gaan in eerste nationale bleek te duur te zijn. Het stamnummer werd verkocht aan Maasmechelen.

## Palmares

### Heren
- Landskampioen

winnaar (2x): 1972 en 1973
- Beker van België

winnaar (3x): 1972, 1979 en 1985

## Bekende (ex-)spelers
- Hamsa El Hafi
- Abdel Jaichi[6]

- Jo Van Onsem
- Dirk Verhofstadt

- Koen Verhofstadt
- Carlo Vinck